# Felsővalkó
Felsővalkó (románul Valcău de Sus) falu Romániában, Szilágy megyében.

## Fekvése
Szilágy megyében, Valkóváralja és Alsóvalkó között fekvő település, az egykori Valkó vára alatt.

## Nevének eredete
Neve valószínűleg a szláv vlk = farkas szóból származott.

## Története
Nevét 1249-ben említették először az oklevelek Walko néven.
1341-ben Volko, 1481-ben Walko, 1417-ben Valko, Oláhvalko, 1522-ben Maghyarwalko, 1559-ben Magyarwalko, Olahwalko néven írták.
Valkó nevű településből kettő is volt: Magyar- és Oláhvalkó is egymás közelében. 
Walkót 1249-ben a Geregye nemzetséghez tartozó I. Écs-től származó Pál országbírónak, vajdának adományozta Zsigmond király. Ekkor vára még nem létezett.
1277-ben a Geregye nemzetségbeli Miklós vajda halála után Walkó a Borsa kopasz fia Bekcs kezére került, már várát is említik, melyet Károly Róbert király nevében Elefánti Dezső foglalt vissza.
1317-től királyi birtok volt egészen 1341-ig.
1341-ben Károly Róbert király Dancs mestert iktatta birtokába.
1372-ben a Dancsok kihalta után Nagy Lajos király Genyő (Gönyűi?) János komáromi és krasznai főispánnak adományozta Valkót, várával együtt.
1402-ben Genyő János fiának Zsigmondnak halála után fiusítással Zsigmond nővérére Genyő Annára szállt, majd Anna kezével Losonczi Bánffy László kapta, kitől fiaira Lászlóra és Györgyre szállt, és övék is maradt egészen az 1900-as évek elejéig.

## Nevezetességek
- Görögkatolikus fatemploma 1750-ben épült. Anyakönyvet 1824-től vezetnek.